# Кутер-Кутон
Кутер-Кутон — деревня в Малопургинском районе Удмуртской республики.

## География
Находится в южной части Удмуртии на расстоянии приблизительно 19 км на юго-восток по прямой от районного центра села Малая Пурга.

## История
Известна с 1802 года как починок «новопоселенной в вершине речки Яжбахтиной Кутер Кутож, Баситова тож» с 4 дворами. В 1873 году 17 дворов, в 1893 — 28, в 1905- 34, в 1924 — 40. До 2021 года входила в состав Аксакшурского сельского поселения.

## Население
Постоянное население составляло: 18 душ мужского пола (1802), 133 человека (1873 год), 187(1893), 219 (1905), 202 (1924), 87 в 2002 году (удмурты 99 %), 91 в 2012.